# Zdeněk Jánoš
Zdeněk Jánoš (11. května 1967 Uherské Hradiště – 15. září 1999 Praha) byl český fotbalový brankář.

## Fotbalová kariéra
Začínal v Kněžpoli (obec v okrese Uherské Hradiště), odkud ve svých 16 letech přešel do Slovácké Slavie Uherské Hradiště.
Základní vojenskou službu absolvoval v klubech VTJ Tábor a Dukla Praha. Po jejím skončení působil v pražské Slavii, Jabloncia v příbramské Dukle.
Odehrál celkem 284 prvoligových utkání a vstřelil 3 góly z penalt. První z nich vstřelil ve 28. kole (29. května 1994) ročníku 1993/94 za Slavii Praha proti Vítkovicím (výhra 6:0), zbývající dvě pak za FK Jablonec rodnému Uherskému Hradišti v ročníku 1995/96. Skóroval jak při domácí výhře Jablonce 4:0 ve 3. kole (6. srpna 1995), tak v 18. kole (3. března 1996) v Uherském Hradišti při totožné výhře Jablonce.
Je členem Klubu ligových brankářů se 105 odehranými ligovými zápasy bez obdržené branky.

### Ligová bilance
| Ročník          | Zápasy | Góly | Minuty | Nuly | Klub                  |
| --------------- | ------ | ---- | ------ | ---- | --------------------- |
| I. liga 1988/89 | 12     | 0    | 1 080  | 3    | Slavia IPS Praha      |
| I. liga 1989/90 | 29     | 0    | 2 610  | 8    | Slavia IPS Praha      |
| I. liga 1990/91 | 22     | 0    | 1 980  | 5    | Slavia IPS Praha      |
| I. liga 1991/92 | 17     | 0    | –      | 8    | SK Slavia Praha       |
| I. liga 1992/93 | 29     | 0    | –      | 14   | SK Slavia Praha       |
| I. liga 1993/94 | 29     | 1    | 2 610  | 14   | SK Slavia Praha       |
| I. liga 1994/95 | 29     | 0    | 2 610  | 9    | FK Jablonec nad Nisou |
| I. liga 1995/96 | 29     | 2    | 2 601  | 12   | FK Jablonec nad Nisou |
| I. liga 1996/97 | 28     | 0    | 2 419  | 16   | FK Jablonec nad Nisou |
| I. liga 1997/98 | 27     | 0    | 2 430  | 9    | FK Jablonec 97        |
| I. liga 1998/99 | 27     | 0    | 2 430  | 5    | FK Jablonec 97        |
| I. liga 1999/00 | 6      | 0    | 540    | 2    | FC Dukla Příbram      |
| CELKEM I. LIGA  | 284    | 3    | –      | 105  |                       |

## Rodina
Pocházel z rodiny se 3 dětmi. Jeho otec zemřel, když mu byly 3 roky. Jeho matce tehdy bylo 29 let. S manželkou Evou měl 2 syny, Dominika a Adama. Adam též hraje fotbal a byl členem stříbrného českého týmu na ME ve fotbale do 19 let v roce 2011.

## Záliba v automobilech
Jeho zálibou byla rychlá jízda automobilem. Ta se mu stala osudnou. Dne 15. září 1999 se automobilem Volkswagen Passat nepřipoutaný vracel z tréninku klubu Dukla Příbram. Mezi pražskými částmi Jižní Město a Petrovice v Praze 10, v blízkosti svého bydliště narazil v rychlosti 150 km/hod do protijedoucího městského autobusu linky číslo 271 a byl na místě mrtev. Údajně mu tehdy při řízení spadl mobilní telefon pod volant a on se pro něj shýbal.

## Memoriál Zdeňka Jánoše
Na jeho počest a památku se od roku 2000 koná Memoriál Zdeňka Jánoše v halové kopané internacionálů.